# Правові системи Африки
Правові системи Африки — різноманітне поєднання загального права, звичаєвого права, романо-германського права та релігійних правових систем. Африка є другим за величиною континентом і містить в собі 54 країни.

## Історія
Африканські правові системи були сформовані в основному за рахунок запозичення права різних європейських країн, що існувало в Європі протягом дев'ятнадцятого століття. Наприклад, первинними джерелами права Південної Африки були романо-голландське і англійське загальне право, привнесені голландськими поселеннями і британським колоніалізмом. Таким чином, його іноді називають англо-голландським правом. Різні правотворчі органи існували в Південній Африці протягом довгого часу.
Проте, насправді, деякі з найстаріших правових систем світу з'явилися саме в Африці. Наприклад, давньоєгипетське право використовувало цивільний кодекс, заснований на концепції Маат. Традиції, риторична мова, соціальна рівність і неупередженість були тут ключовими принципами. Судді вели записи, які використовувалися як прецедент, не зважаючи на те, що ці системи розвивалися повільно.
Поліцентрична правова система, названа Хеер (Xeer), розвинулася виключно в районі Африканського Рогу понад тисячу років тому і досі широко використовується сомалійським народом. У рамках цієї системи, старійшини служать суддями і допомагають своїм посередництвом вирішувати справи, використовуючи прецедент. Xeer є хорошим прикладом того, як норми звичаєвого права можуть працювати замість цивільного права, а також є хорошим наближенням до того, що вважається природним правом.
Деякі вчені відзначають, що, хоча Хеер може мати багатовікову історію, він має потенціал, щоб слугувати правовою системою сучасної, добре функціонуючої економіки. Хеер також показує, якою впливовою система права може бути відносно розвитку культури. Відповідно до одного з повідомлень, сомалійський народ починається не зі загального використання сомалійської мови з боку сомалійських кланів, а з колективного дотримання Хеер.
Аналогічне явище також відоме серед сусідньої народності Оромо, що зараз перебуває під ефіопським правлінням.

## Міжнародне право
- Африканський союз

## Правові системи країн
- Правова система Південно-Африканської Республіки
- Правова система Єгипту
- Хеер (Сомалі)
- Правова система Сейшельських островів